# ガオ〜ちゃん
ガオ〜ちゃんは、日本のお笑い芸人。吉本興業所属。大阪府西成区住みます芸人としても活動している。

## 人物
体重64 kg。立命館大学卒業。
趣味および特技はガオ～と吠えること。趣味は動物園・水族館に行くこと、自転車の旅、サッカー、野球、フットサル、お酒、読書、競馬。
特技は走る、長い時間起きていられる、何においても作業が早い、ジャグリング。
フルマラソン経験者であり、第9回大阪マラソンにて田津原理音と共に濱田祐太郎の伴走を務めた。
2022年12月1日、しげみうどん（元キャタピラーズ）とコンビ「らいおんうどん」を結成。

## 芸風
7兆個もの吠え方を持つと自負しており、それを基にした一発ギャグを得意とする。
M-1グランプリにはトリオ「横浜中華サロン」、コンビ「がぜるとガオ〜」として出場経験がある。

## 出演
- 太田上田（中京テレビ）[7]
- 有田ジェネレーション（TBS）[10][11]